# Jeremiah Crabb
Jeremiah Crabb (ur. 1760, zm. w 1800) – amerykański polityk.
W latach 1795–1796 był przedstawicielem trzeciego okręgu wyborczego w stanie Maryland w Izbie Reprezentantów Stanów Zjednoczonych.